# Col d'Ambin
Le col d'Ambin (en italien colle d'Ambin), à 2 897 ou 2 899 mètres d'altitude, se situe au-dessus de la vallée de la Maurienne et du val de Suse au sein du massif du Mont-Cenis. Ouvert entre la pointe d'Ambin (3 266 m) et la pointe Ferrand (3 365 mètres), il fait partie de la frontière entre la France et l'Italie.
Il relie Bramans en France (au nord-ouest) à Exilles en Italie (au sud).
Tout près du col se trouve le petit refuge CAI non gardé Walter Blais (2 925 mètres) ; du côté français, à 2 683 mètres d'altitude, se situe le Lac d'Ambin.